# Ernő Rubik
Ernő Rubik, madžarski izumitelj, kipar in arhitekt, * 13. julij 1944, Budimpešta, Madžarska.
Ernő Rubik je znan po izumljanju mehaničnih ugank, najbolj znane so Rubikova kocka, Rubikova plošča in Rubikova kača.

## Življenje
Vse svoje življenje je živel na Madžarskem. Njegov oče, Erno Rubik, je bil letalski inženir v letalski tovarni Esztergom. Njegova mati, Magdolna Szanto, je bila pesnica. Diplomiral je na Tehnični univerzi v Budimpešti. Na fakulteti za arhitekturo je letu 1967 začel podiplomski študij na kiparski in notranji arhitekturi. Od 1971 do 1975 je delal kot arhitekt, nato pa je postal profesor na budimpeški akademiji uporabnih umetnosti. Leta 1974 je zaključil prvi prototip Rubikove kocke. V intervjuju za CNN, je Rubik izjavil "Iščem dobro nalogo za moje učence. Vesolje me je vedno pritegnilo s svojo neverjetno bogatimi možnostmi, vesoljskimi spremembami na predmetih, preoblikovanju predmetov v prostoru ( kiparstvo, oblikovanje), gibanju v prostoru in času, reakcijami predmetov na človeštvo, odnosi med človekom in prostorom, in odnosi med predmetom in časom." V začetku leta 1980 je postal urednik revije za igre in sestavljanke, És játék. Nato se je leta 1983 samozaposlil in ustanovil Rubik studio, kjer je oblikoval pohištvo in igre. Leta 1987 je postal profesor s polno zaposlitvijo. Leta 1990 pa je postal predsednik madžarske inženirske akademije. Na Akademiji je ustanovil mednarodno fundacijo za podporo mladim nadarjenim inženirjem in industrijskim oblikovalcem.
Trenutno dela na razvoju video iger in arhitekturnih temah ter še vedno vodi Rubik studio.
Znano je, da je komaj dostopen in je težko stopiti v stik oziroma ga dobiti za avtogram. Po navadi se ne udeležuje Speedcubing (hitrostno sestavljanje Rubikovih kock) dogodkov, vendar pa se je udeležil svetovnega prvenstva 2007 v Budimpešti. 
Rubik je član svetovalnega odbora ZDA znanosti in inženiring festivala.

## Nagrade
- 1978 – BNV
- 1983 – Nagrada države Ljudske republike Madžarske
- 1995 – Nagrada Dennis Gabora
- 1996 – Nagrada Jedlik
- 2007 – Nagrada Kossuth
- 2010 – Madžarski križec za zasluge križa zvezde
- 2010 – Nagrada Prima Primissima